# Paphiopedilum delenatii
Paphiopedilum delenatii är en orkidéart som beskrevs av André Guillaumin. Paphiopedilum delenatii ingår i släktet Paphiopedilum och familjen orkidéer. Inga underarter finns listade i Catalogue of Life.

## Bildgalleri

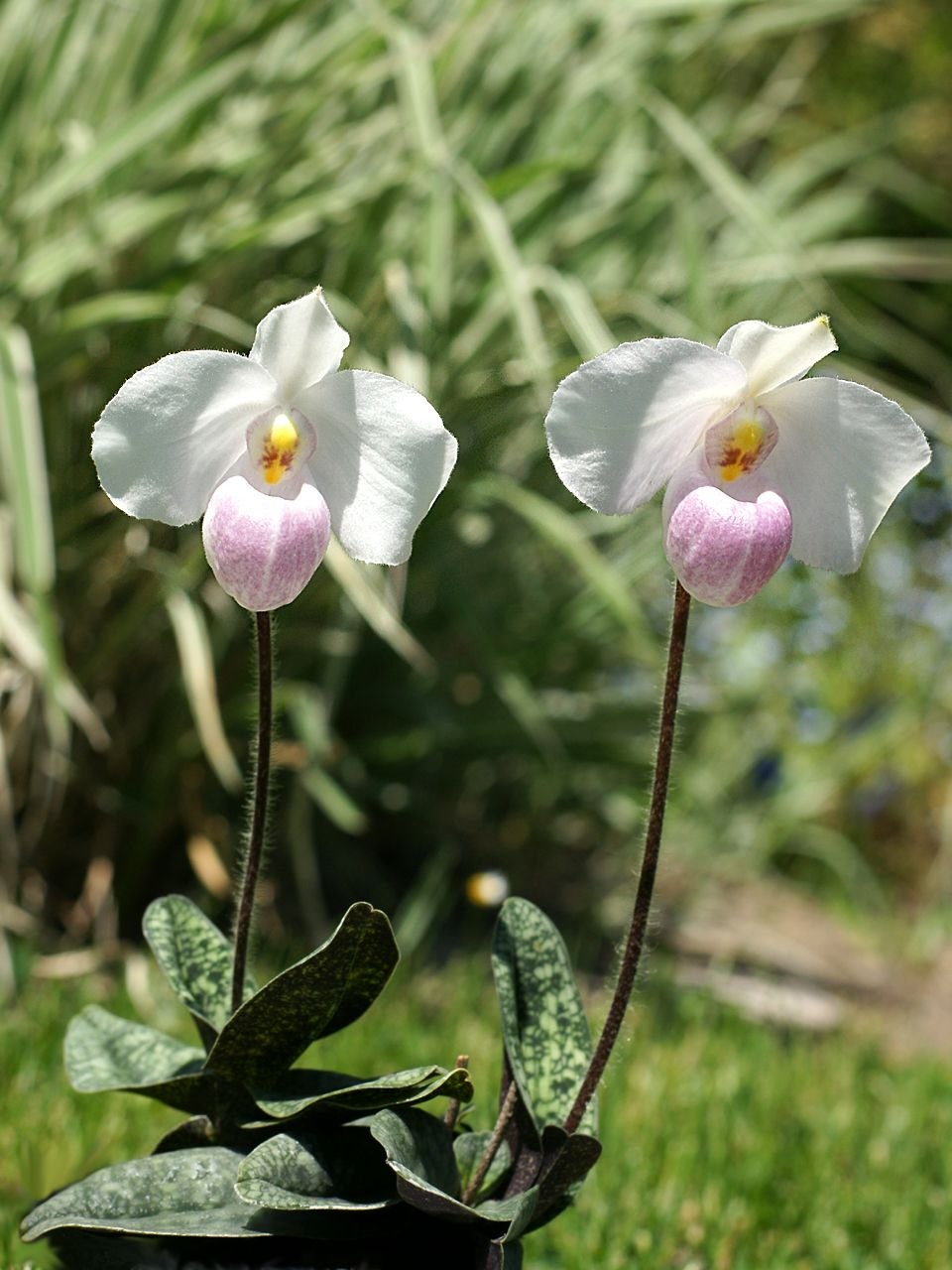
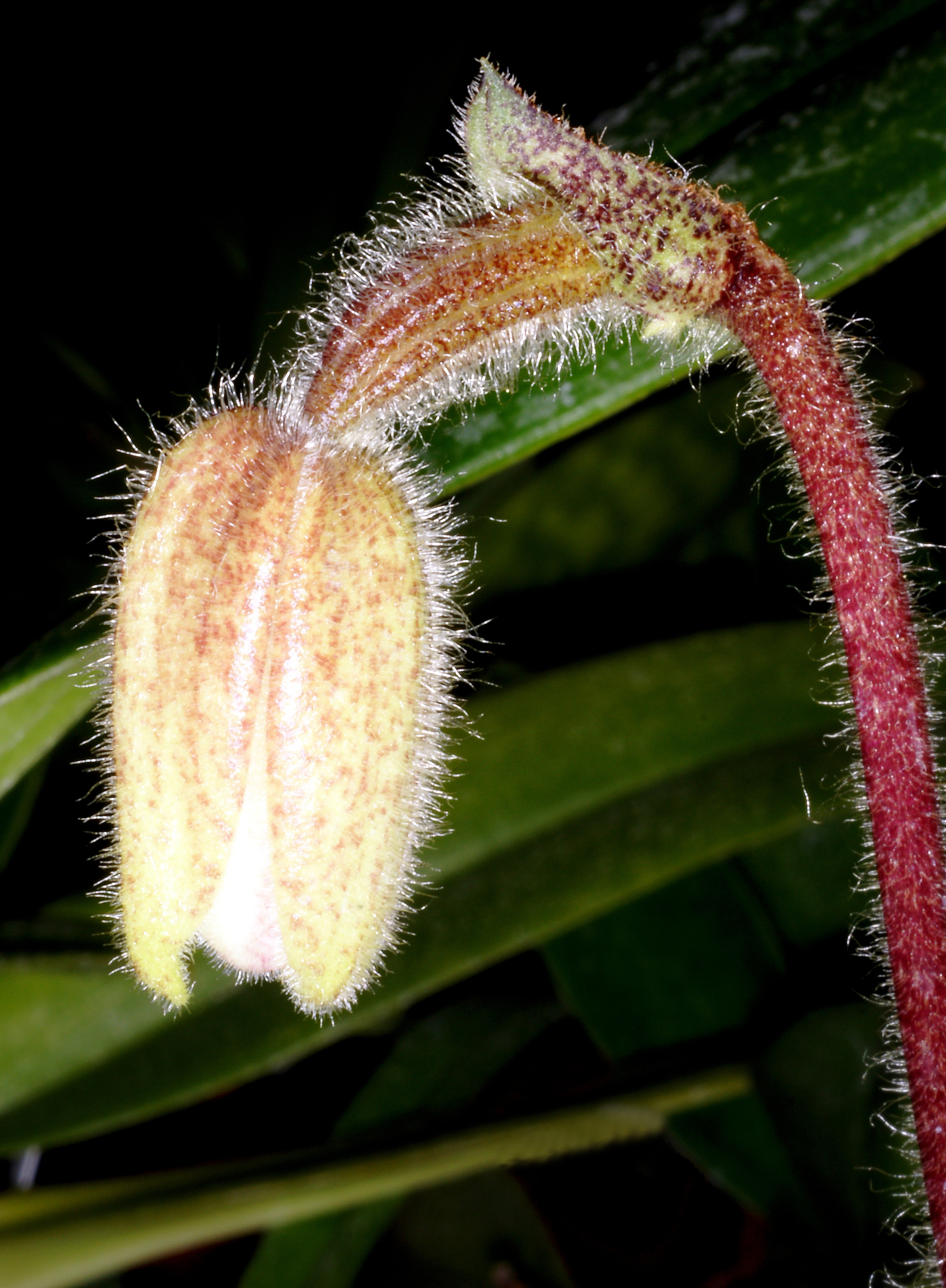
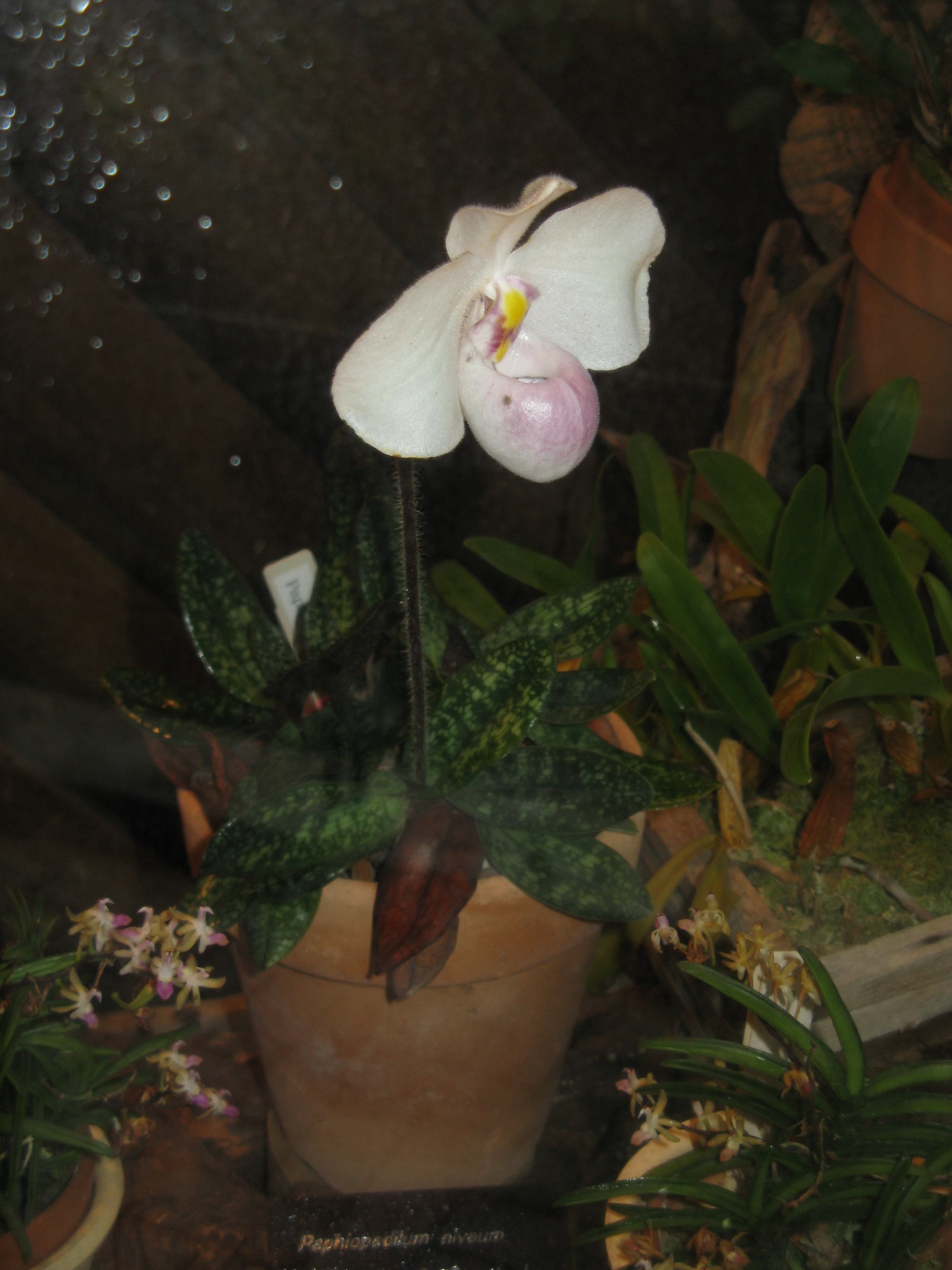
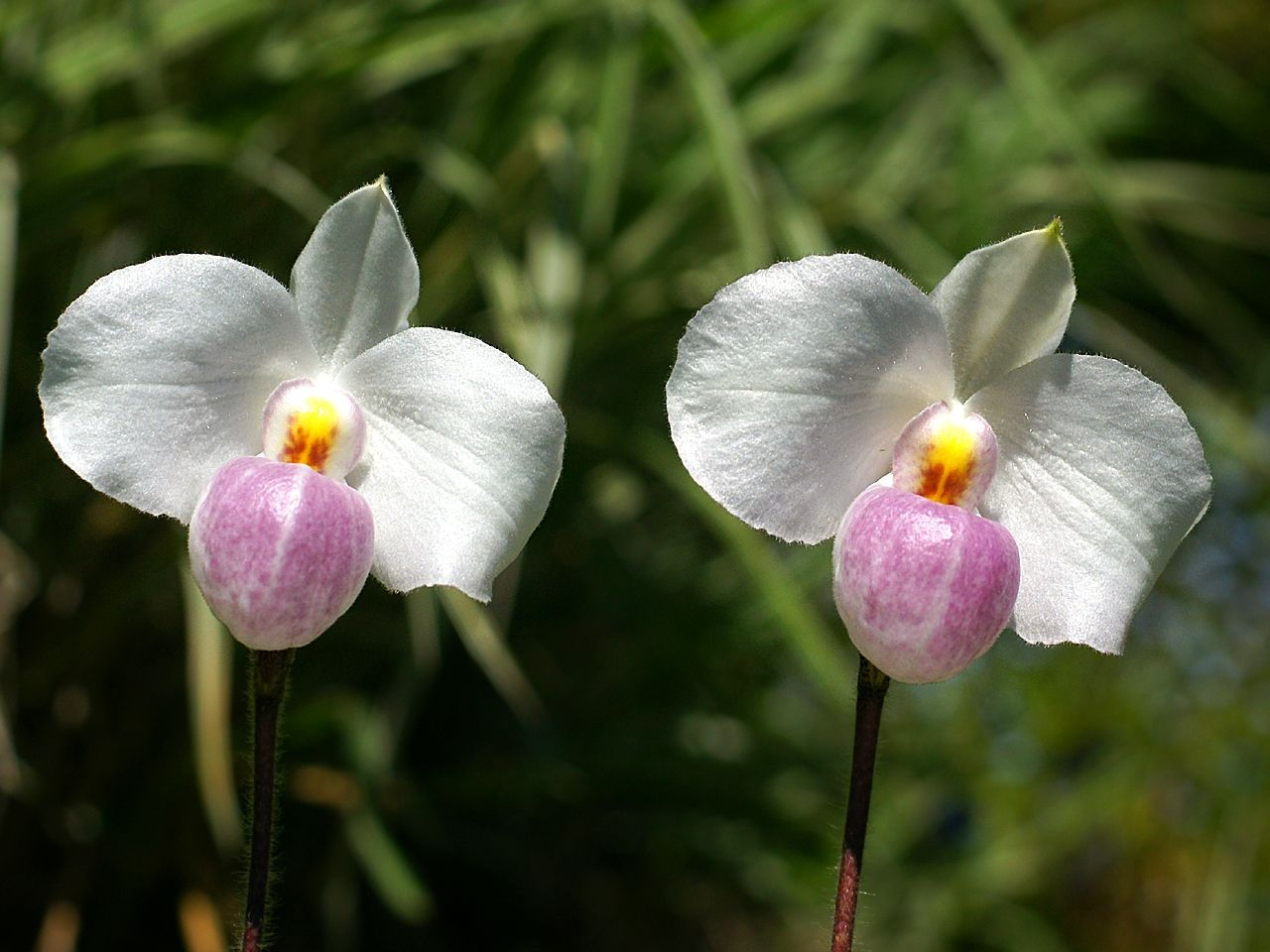
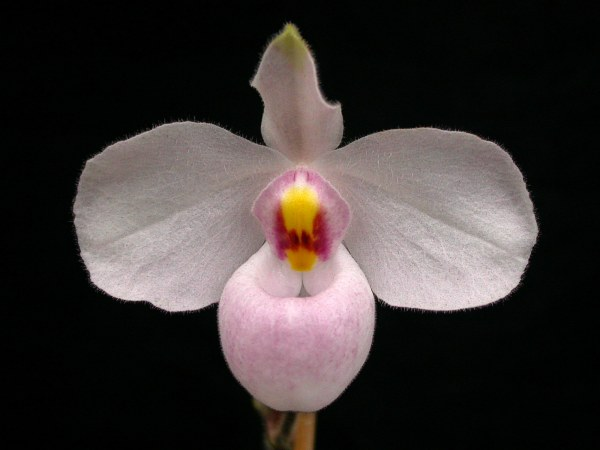
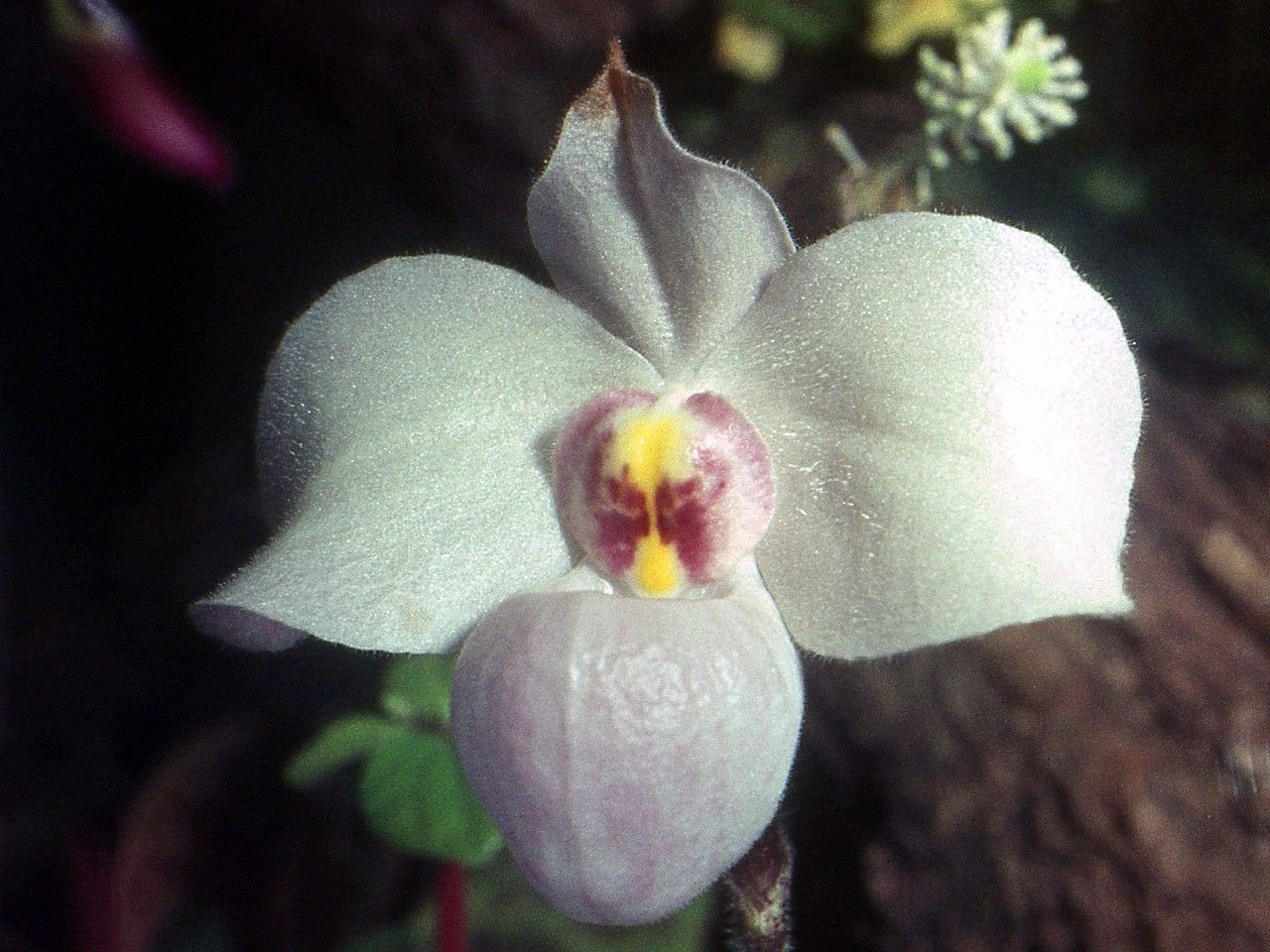